# Полицейские во времени
«Полицейские во времени» (англ. Crime Traveller) — британский научно-фантастический сериал 1997 года, произведённый компанией Carnival Films для телеканала BBC. Основной сюжет — использование путешествий во времени с целью раскрытия преступлений. Сценарий всех эпизодов написал Энтони Горовиц. Идея создания такого сериала пришла ему в голову во время работы над сериалом «Пуаро». Несмотря на то, что более восьми миллионов зрителей смотрели «Полицейские во времени», сериал не был продлён после первого сезона.

## Сюжет
Джефф Слейд — детектив. Он работает в криминальном отделе местной полиции во главе с Кейт Гришэм. Среди коллег Слейда — научный сотрудник Холли Тернер, которая доверила Слейду свой секрет. Холли владеет машиной времени, которая была построена на основе работ её покойного отца. Машина может отправить Джеффа и Холли в прошлое для того, чтобы они могли стать свидетелями преступления и узнать, кто его совершил. В результате Слейд раскрывает дела в рекордно короткие сроки.

## Правила путешествий во времени
1. Машина времени посылает путешественника на случайный промежуток времени. Обычно это около суток, но это может быть всего лишь несколько минут. (NB: в заключительном эпизоде сериала выясняется, что продолжительностью времени можно управлять, изменяя длину фотонных стержней; это обнаружено исследовательской компанией Уэбб Биотек, которые также изобрели машину времени). Однако вы всё равно должны вернуться к машине времени в тот же момент, когда отправились в прошлое (см. правило 5).
2. Вы не должны встречать себя в прошлом. Пока неясно, к чему это может привести, но предполагается, что последствия будут плачевными.
3. Вы не можете изменить прошлое. Одним из результатов этого ограничения является то, что последствия путешествия в прошлое уже видны до совершения путешествия.
4. Вы не можете существовать дважды в один и тот же период времени. При попытке вернуться во второй раз, машина просто не в состоянии работать.
5. Когда вы в прошлом, необходимо вернуться к машине времени к тому самому времени, как вы отправились в прошлое. В противном случае, вы попадёте в ловушку, в «петлю бесконечности». Это то, что случилось с отцом Холли Тернер.
6. Машина времени никогда не путешествует в будущее. Холли сказала Джеффу в первом эпизоде: «Вы не можете путешествовать в то, что ещё не произошло».

## Список серий
| № | Название серии                       | Режиссёр      | Дата выхода    |
| --- | ------------------------------------ | ------------- | -------------- |
| 1 | «Джефф Слейд и петля бесконечности»  | Брайан Фарнем | 1 марта 1997   |
| Мир Джеффа Слейда переворачивается с ног на голову, когда он узнаёт, что у его коллеги Холли Тернер есть секрет. Она может путешествовать во времени.                                                                                         |                                      |               |                |
| 2 | «Death in the Family»                | Рик Страуд    | 8 марта 1997   |
| Когда тётю Холли убивают, она решает вместе с Джеффом вернуться в прошлое, чтобы узнать, как это случилось. Это приводит к тому, что обвинение падает на Холли                                                                                |                                      |               |                |
| 3 | «Выстрелы в модельера»               | Брайан Фарнем | 15 марта 1997  |
| Модельер Соня Дюваль была под угрозой смерти и, несмотря на все усилия Слейда и его команды, убита на подиуме. Слейд и Холли скоро обнаружат, что всё не так просто.                                                                          |                                      |               |                |
| 4 | «Месть гипотезы о защите хронологии» | Рик Страуд    | 22 марта 1997  |
| Когда Слейд ранен во время расследования, Холли идёт против всего, во что она когда-либо верила, и отправляется назад во времени, чтобы попытаться спасти его.                                                                                |                                      |               |                |
| 5 | «Грехи отца»                         | Рик Страуд    | 29 марта 1997  |
| Бывший партнёр отца Слейда ведёт дело в Департаменте. Слейда подставляют так же, как и его отца. Вместе с Холли они возвращаются в прошлое, чтобы выяснить, кто это делает                                                                    |                                      |               |                |
| 6 | «Смерть министра»                    | Брайан Фарнем | 5 апреля 1997  |
| Холли берёт с Джеффа слово, что он не будет использовать машину времени для расследований. Слейд отправляется в прошлое без её ведома. |                                      |               |                |
| 7 | «Эксперимент с лотереей»             | Брайан Фарнем | 12 апреля 1997 |
| Чтобы извиниться за использование машины времени, Джефф предлагает Холли идею, как заработать денег на покупку деталей. Он узнаёт выигравшие числа, вернётся в прошлое и скажет ей, а она купит билет. На деле всё оказывается не так просто. |                                      |               |                |
| 8 | «Разбитый кристалл»                  | Рик Страуд    | 19 апреля 1997 |
| Самая дорогая деталь машины испортилась во время последнего путешествия и теперь Холли и Слейд не могут попадать в прошлое. У Джеффа появляется ещё больше проблем, когда бывший парень Холли возникает на горизонте.                         |                                      |               |                |

## Персонажи
| Персонаж     | Актёр         | Роль |
| ------------ | ------------- | --- |
| Джефф Слейд  | Майкл Френч   | Детектив и единственный человек, кому Холли рассказала о машине времени .                                                                         |
| Холли Тернер | Хлоя Аннетт   | Эксперт-криминалист. Её отец создал машину времени, которая стоит в её квартире .                                                                 |
| Кейт Гришем  | Сью Джонсон   | Шеф полиции, начальница Слейда. |
| Моррис       | Пол Трассел   | Коллега Слейда. Постоянно устраивает словесные перепалки с Джеффом.                                                                               |
| Никки Робсон | Ричард Демпси | Умный, интеллигентный, но наивный детектив-стажер.                                                                                                |
| Дэнни        | Боб Гуди      | Консьерж в многоквартирном доме Холли, который постоянно имеет дело с перебоями в подаче электроэнергии, вызванных использованием машины времени. |